# San Juan de Opoa
San Juan de Opoa é um município de Honduras, localizado no departamento de Copán.